# 貝塞斯達站
貝塞斯達站（英語：Bethesda Station）位於馬里蘭州蒙哥馬利縣貝塞斯達，威斯康辛大道（馬里蘭州公路335）及蒙哥馬利巷的路口，是華盛頓地鐵紅線離開華盛頓特區進入蒙哥馬利縣的第一個車站，規劃中的紫線以後亦將通過本站。
本站所在的貝塞斯達鬧區是華盛頓一個富裕的郊區，地鐵的開通對該地區貢獻良多，數座辦公大樓在車站附近建造了起來。本站在紅線延伸至格羅夫納-斯特拉絲摩站（Grosvenor-Strathmore）時於1984年8月25日啟用，站內的電扶梯通往一座位於威斯康辛大道、老喬治城路（馬里蘭州公路187）及馬里蘭州公路410交叉口下方一層樓的巴士站。本站深度相當的深，在惠頓站（Wheaton）開通之前，本站那長達30.4公尺的電扶梯是西半球最長的一座。

## 車站結構
| G        | 街道層             | 出入口                        |
| M        | 夾層               | 單向閘機、售票機、車站詢問處  |
| P 月台層 | 西行               | 往格羅夫納/涼蔭叢（醫療中心） |
| P 月台層 | 島式月台，左側開門 |                               |
| P 月台層 | 東行               | 往銀泉/格蘭蒙特（友誼高地）   |

## 車站週邊
- 貝塞斯達－切維蔡斯中學（Bethesda-Chevy Chase High School）
- 首都半月形步道（Capital Crescent Trail；巴爾的摩暨俄亥俄鐵路喬治城支線廢止後改建而成）
- 切維蔡斯銀行總部（Chevy Chase Bank headquarters）
- 美國消費品安全委員會（Consumer Product Safety Commission）
- Imagination Stage（華府地區最大的多學科劇院藝術組織，培養對象為少年及兒童）
- 貝塞斯達小徑聖母像（Madonna of the Trail，表彰開拓者婦女對美國的貢獻）
- 西德維爾友誼中學貝塞斯達校區（Sidwell Friends School，美國著名私校）

## 外部連結
- WMATA: Bethesda Station
- StationMasters Online: Bethesda Station（页面存档备份，存于）
- Bethesda Circulator - Free bus line
- The Schumin Web Transit Center: Bethesda Station